# DR-Baureihe 65.10
Die DR-Baureihe 65.10 war eine vierfach gekuppelte Personenzug-Tenderlokomotive der Deutschen Reichsbahn (DR) für den schweren Vorort- und Berufsverkehr und den mittelschweren Güterzugdienst.

## Geschichte
Zur Vereinheitlichung und Modernisierung ihres Lokomotivparks und als künftiger Ersatz für die Baureihen 74, 75, 78, 86, 93 und 94 ließ die Deutsche Reichsbahn ab 1950 mehrere vierfach gekuppelte Neubaulokomotiven entwickeln. Für den Personen- und Güterzugdienst beschaffte die Bahnverwaltung dann aus diesem Programm 88 Fahrzeuge der als Baureihe 65.10 bezeichneten 1’D2’-Tenderlokomotive. Sieben weitere Maschinen dieser Baureihe bestellte der VEB Leuna-Werke Walter Ulbricht für seine Werkbahnen.

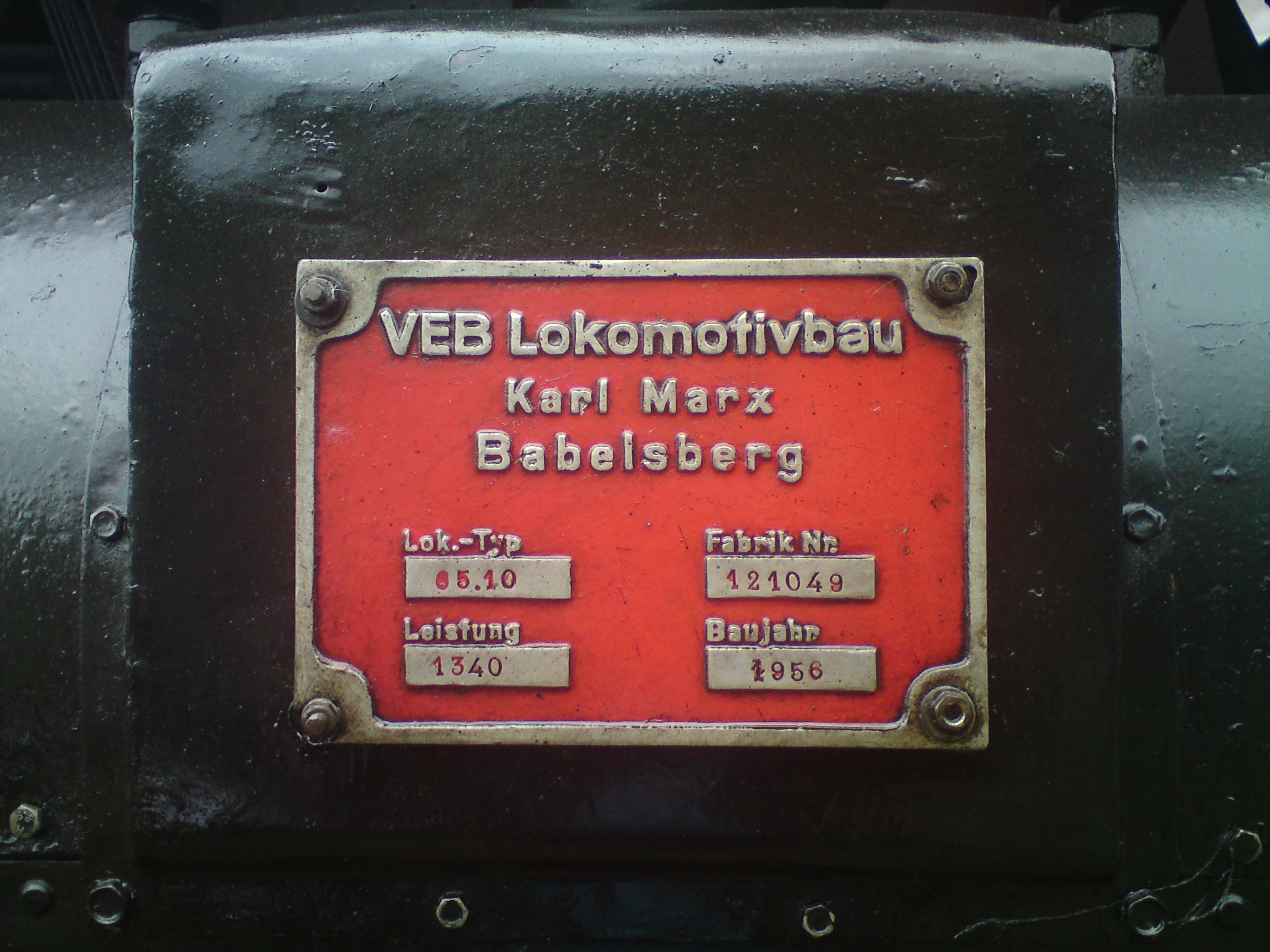
Fabrikschild von Lokomotive 65 1049-9

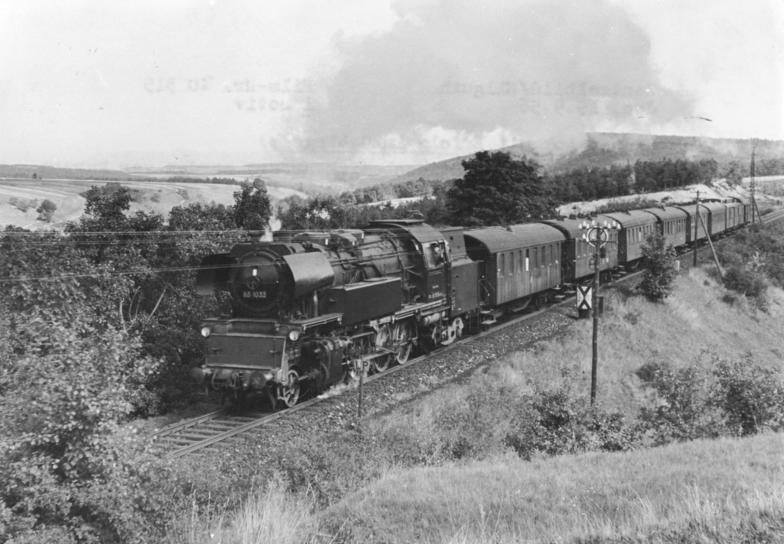
Dampflok 65 1033 fährt einen Personenzug auf einer Strecke des Thüringer Waldes

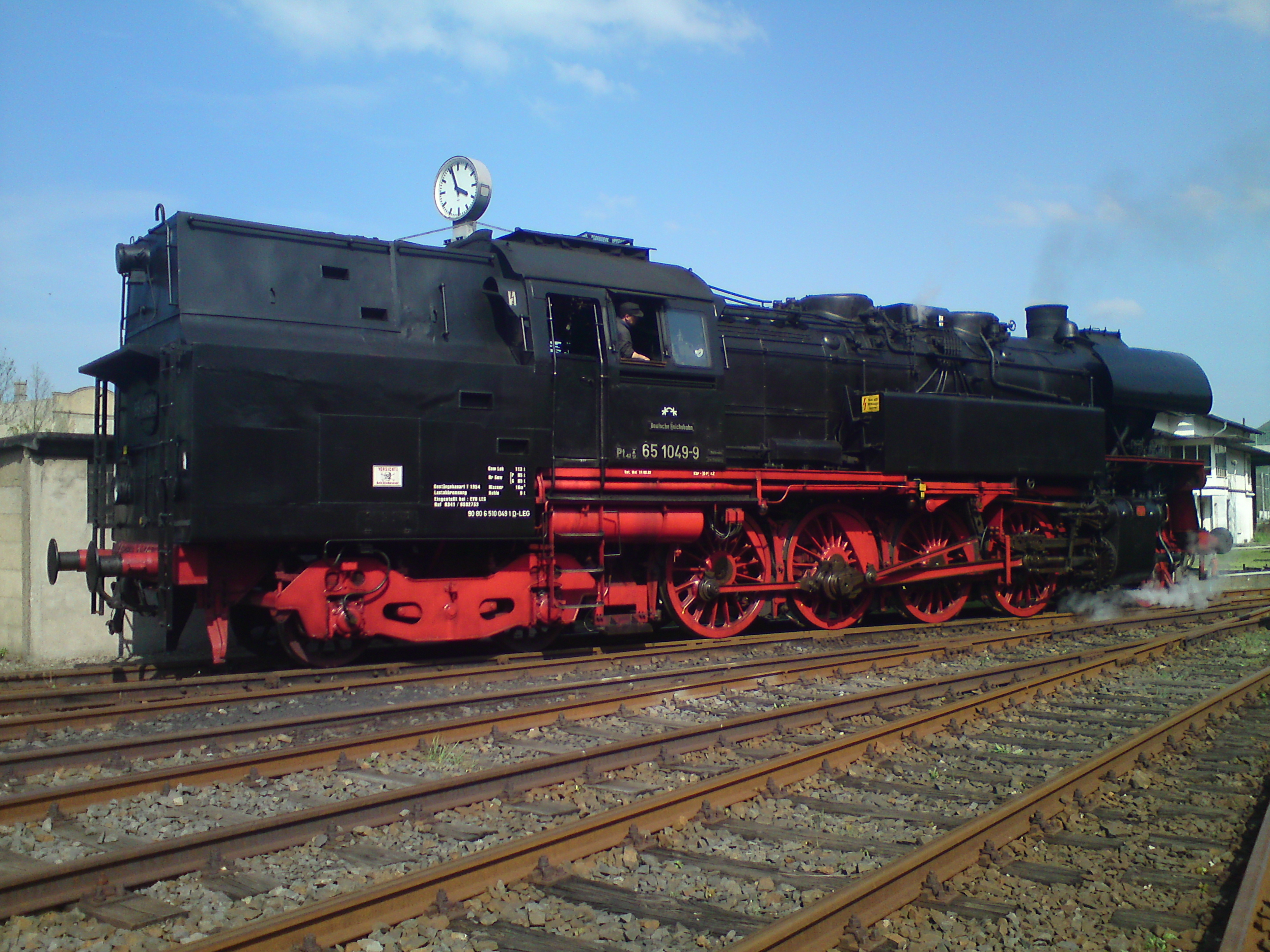
Dampflok 65 1049-9 während der Maschinenhaustage in Löbau

Die Fertigung der Vorserienlokomotiven 1001 und 1002 erfolgte im VEB Lokomotivbau Elektrotechnische Werke „Hans Beimler“ Hennigsdorf (LEW, ehemals AEG), die Serienfertigung im Lokomotivbau Karl Marx Babelsberg (LKM, ehemals Orenstein & Koppel).
Die 65 1001 wurde auf der Leipziger Herbstmesse 1954 als erste Neubaulokomotive der DR der Öffentlichkeit präsentiert.

## Konstruktion
Die Fahrzeuge verfügten über einen geschweißten Rahmen, einen geschweißten Kessel und Mischvorwärmer und große Vorratsbehälter zur Mitnahme von mehr Brennstoffen (zuerst Braunkohlebriketts). Bei der Baureihe 65.10 wurden die beiden Radsätze des hinteren Drehgestells im Unterschied zur DB-Baureihe 65 in einem Außenrahmen gelagert.

## Verwendung

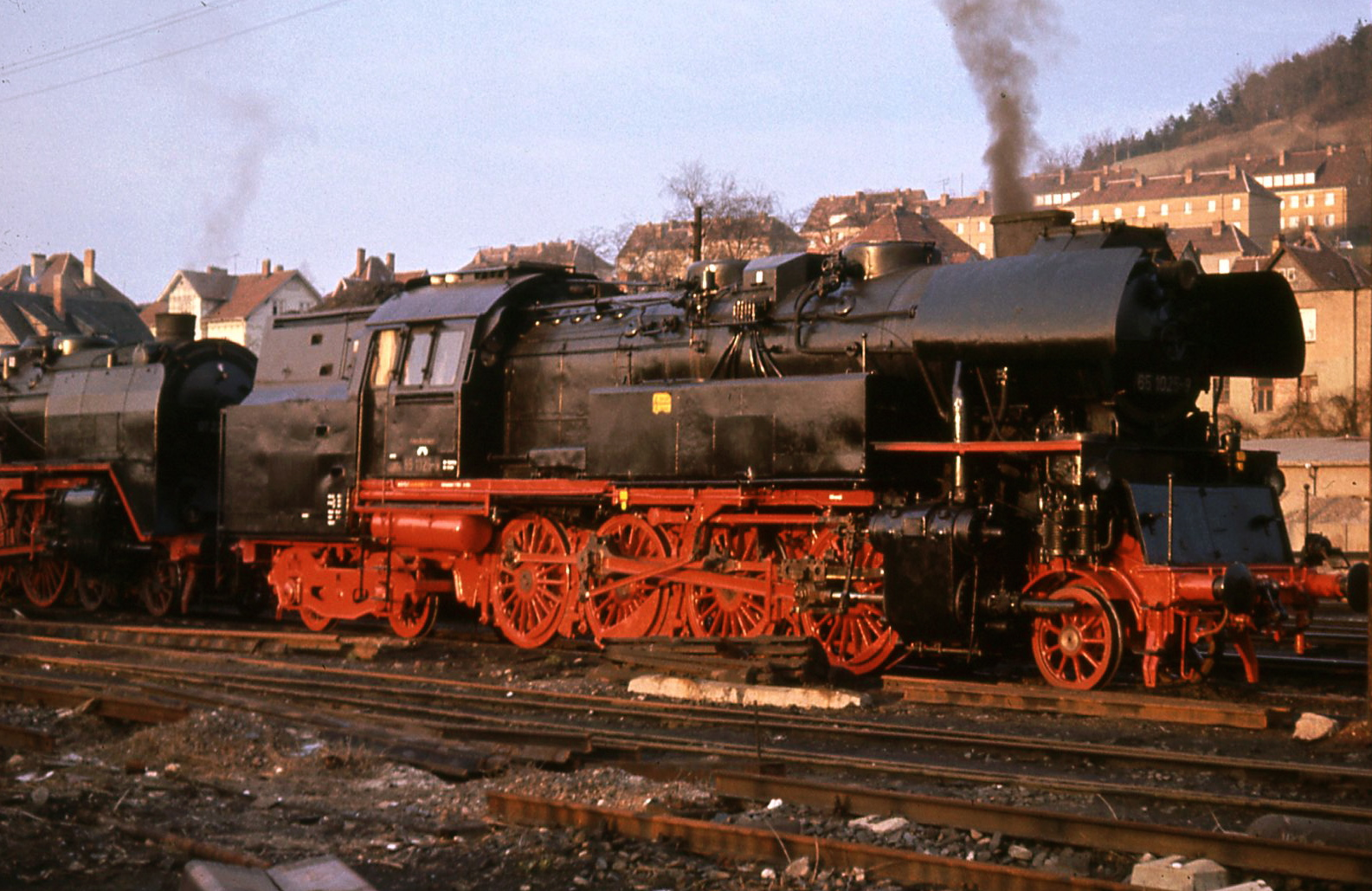
65.1025-9, Bw. Meiningen, Ostern 1972

Die 65.10 war außer in den nördlichen Betriebswerken der DR in der ganzen DDR stationiert und wurde in den 1960er Jahren bevorzugt für den Berufsverkehr mit Doppelstockzügen eingesetzt, auch mit Wendezügen. Dementsprechend wurden die Maschinen 65 1009; 1015; 1017; 1025; 1026; 1034; 1058; 1063 und 1081 mit einer Wendezugsteuerung ausgerüstet. Die 65.10 konnte einen 770 t schweren Reisezug mit 80 km/h in der Ebene und auf einer Steigung von 5 ‰ mit 50 km/h befördern. Mit der Einführung der DR-Baureihe 118 verschwand dieses Einsatzgebiet. Auch im Güterzugdienst wurde sie eingesetzt.
Die Lok 65 1004 wurde als einzige deutsche Tenderlok mit einer Kohlenstaubfeuerung des Systems Wendler ausgerüstet, welche erst nach Korrekturen an der Konstruktion zufriedenstellend funktionierte. Diese Umrüstung wurde allerdings 1962 wieder rückgängig gemacht. Ab 1966 wurden alle Loks mit Giesl-Flachschornsteinen ausgestattet.

## Verbleib
Unter anderem wegen der Verwendung als Heizlokomotiven sind einige Maschinen der Verschrottung entgangen. Es sind heute noch drei Lokomotiven vorhanden:
- Die Lokomotive 65 1008, die dem DB Museum gehört, blieb als Heizlok in Ostsachsen erhalten und befindet sich äußerlich aufgearbeitet im ehemaligen Bahnbetriebswerk Pasewalk.
- Die Lokomotive 65 1057 ist, ebenfalls äußerlich aufgearbeitet, im Besitz der Berliner Eisenbahnfreunde (BEF) am Standort Basdorf. Sie soll nun wieder betriebsfähig aufgearbeitet werden.
- Hingegen gab es bereits bei der Z-Stellung der 65 1049 (Baujahr 1956[2]) im Dezember 1979 Bestrebungen, sie als Traditionslok zu erhalten. Dazu überstellte man sie 1980 ins Bw Güsten. Sie erhielt um den Jahreswechsel 1981/82 eine neue Hauptuntersuchung im Raw Meiningen, wurde in die Liste der zu erhaltenden Museumsloks der DDR aufgenommen und bespannte danach, bis 1987 zunächst in der Einsatzstelle Eilsleben des Bw Magdeburg und danach im Museums-Bw Staßfurt[2] beheimatet, Sonderzüge. Nach Fristablauf 1999 stand sie in Arnstadt, wurde ein Jahr danach von der neu gegründeten Interessengemeinschaft „65 1049“ übernommen und bis Oktober 2003 wieder betriebsfähig hergerichtet.[1] Sie war bis zum 10. September 2011 (Fristablauf) beim Sächsischen Eisenbahnmuseum Chemnitz-Hilbersdorf im Einsatz. Seit 2012 steht sie im historischen Bw Arnstadt.